# Perignano
Perignano is een plaats (frazione) in de Italiaanse gemeente Lari.